# Sint-Bernarduskapel (Locht)

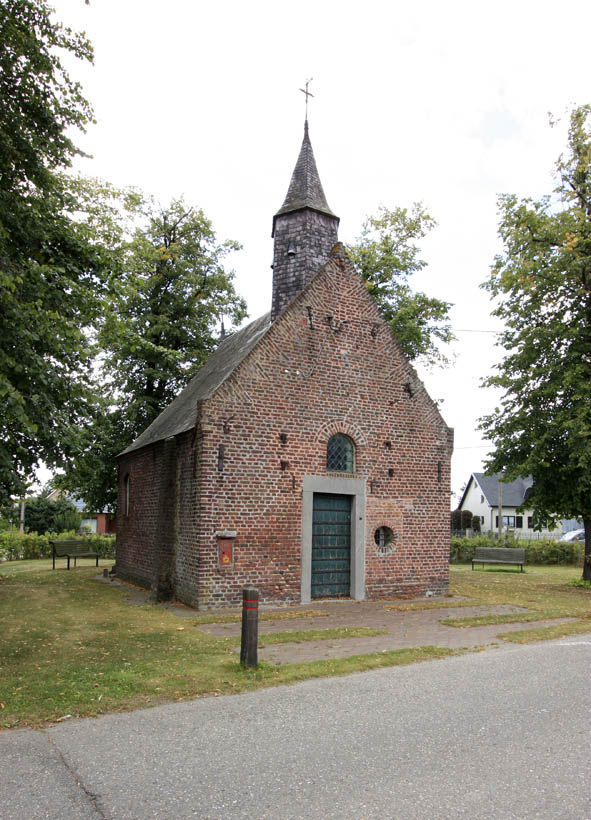

De Sint-Bernarduskapel of Lochtkapel is een kapel in de buurtschap Locht in de Belgische provincie Limburg. De kapel is gelegen aan de Sint-Bernardusstraat.
De kapel is gewijd aan Bernardus van Clairvaux, welke werd aangeroepen tegen veeziekten, waaronder het Bernardusvuur.

## Geschiedenis
De vroegste afbeelding van de betreedbare kapel is uit 1697, waar ze voorkomt in het kaartboek van de Abdij van Sint-Truiden. Het bouwjaar is vermoedelijk 1661 en de oprichters waren de boeren uit de omgeving. De kapel werd beheerd door een cappelmeester oft toesiender der Lochter capelle uit hun midden, en pas in 1834 kwam dit in handen van de parochie van Eksel.
Op 28 september 1914 dreigde de kapel door de Duitsers te worden verwoest. Dit geschiedde echter niet. Tot omstreeks 1970 werd wekelijks een Mis in deze kapel opgedragen, en tot 1975 ook elke Eerste vrijdag.
De kapel werd sindsdien min of meer verwaarloosd, en ook werden diverse voorwerpen uit de kapel gestolen.
Het bakstenen kapelletje staat op een driehoekig grasveldje, omzoomd door lindebomen. Het heeft een dakruiter met naaldspits.

## Meubilair
De kapel bevat een schilderij van Sint-Bernardus die het vee zegent, door Dominicus Habricx, uit 1743. Ook waren er 17e-eeuwse gepolychromeerde houten beelden van Bernardus en Sint-Trudo, een staakmadonna uit de 17e eeuw en dergelijke, die alle gestolen zijn, evenals een kroonluchter uit 1750. Veel hiervan werd teruggevonden en sindsdien op een veiliger plaats bewaard.
Het portiekaltaar is uit omstreeks 1740.

## Externe bron
- Onroerend Erfgoed